# Libníkovice
Libníkovice (en allemand : Lipnikowitz) est une commune du district de Hradec Králové, dans la région de Hradec Králové, en République tchèque. Sa population s'élevait à 169 habitants en 2022.

## Géographie
Libníkovice se trouve à 6 km à l'est-nord-est de České Meziříčí, à 13 km à l'est-nord-est de Hradec Králové et à 113 km à l'est-nord-est de Prague.
La commune est limitée par Výrava au nord, par Jílovice à l'est, par Jeníkovice au sud, et par Librantice et Černilov à l'ouest.

## Histoire
La première mention écrite de la localité date de 1546.

## Administration
La commune se compose de trois sections :
- Libníkovice
- Borovice
- Horní Černilov

## Transports
Par la route, Libníkovice se trouve à 14 km de Smiřice, à 14 km de Hradec Králové et à 127 km de Prague. 